# (917) Lyka
(917) Lyka ist ein Asteroid des Hauptgürtels, der am 5. September 1915 vom russischen Astronomen Grigori N. Neujmin entdeckt wurde.
Der Asteroid trägt den Namen einer Freundin der Schwester des Entdeckers.